# Marcel Mathys
Pour les articles homonymes, voir Mathys.
Marcel Mathys, né le 21 février 1933 à Neuchâtel et mort le 27 juin 2022, est un sculpteur, graveur et lithographe suisse.

## Biographie
Originaire de Schangnau, Marcel Mathys naît le 21 février 1933 à Neuchâtel.
Mathys a étudié à l'école d'art de la Chaux-de-Fonds avant de faire de son art un métier. Il pratique la sculpture bronze, avec en particulier un état de surface brut, il réalise aussi des lithographies, des dessins et des gravures sur cuivre, notamment à l'aquatinte,.
Son art se concentre sur le corps humain et son interaction avec la lumière.
Il a travaillé et vécut à Auvernier.
Marcel Mathys meurt le 27 juin 2022.

## Publications
- Marcel Mathys, Eli Michel et Maurice Paffen, Le petit illettré, Liège, Éditions de l'Essai, 1963, 158 p., In-8° carréIllustrations de Mildred Elquine
- Sappho, Pierre-Antoine Aellig et Mathys, Fragments, Lausanne, Françoise Simecek, In-4°, non paginé, en feuilles, sous couverture imprimée rempliée et étuiÉdition de luxe au tirage limité à 90 exemplaires (dont 20 hors commerce) sur papier du Moulin de Pombié. Rassemble 13 poèmes de Sappho, avec traduction française en fin de volume par Pierre-Antoine Aellig. Illustré de 14 gravures originales de Mathys, mêlant le texte original en grec gravé à la main par l'artiste
- Jacques Chessex et Marcel Mathys, Songe du corps élémentaire, Neuchâtel & Lausanne, François Ditesheim & Françoise Simecek, 1992, In-4° en feuilles, non paginé, sous couverture imprimée rempliée et étui à deux voletsÉdition originale de du poème de Jacques Chessex, illustré de 10 lithographies originales en noir de Mathys. Le tirage de cet ouvrage a été limité à 90 exemplaires (dont 20 hors commerce) numérotés sur papier de Lana signés par les artistes à la justification